# 馬丁冰隆
72°26′S 69°1′W / 72.433°S 69.017°W
馬丁冰隆（英語：Martin Ice Rise）是南極洲的冰隆，位於亞歷山大一世島東岸，處於柯萬灣西南面19公里，長11公里、寬6公里，在1977年由英國南極名稱諮詢委員會命名，現時由南極條約體系管理。